# St.-Servatius-Kapelle (Lechenich)

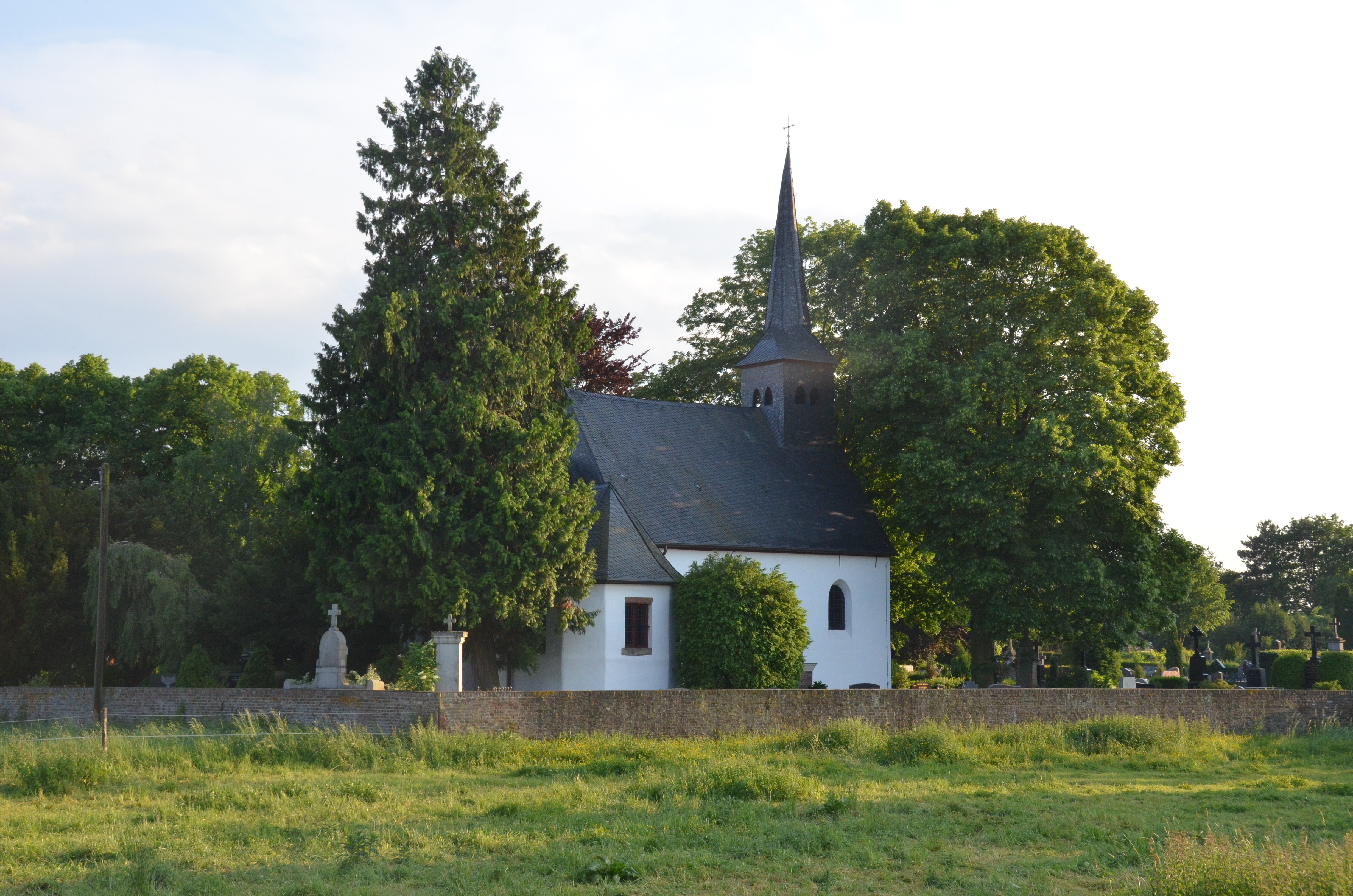
St. Servatius

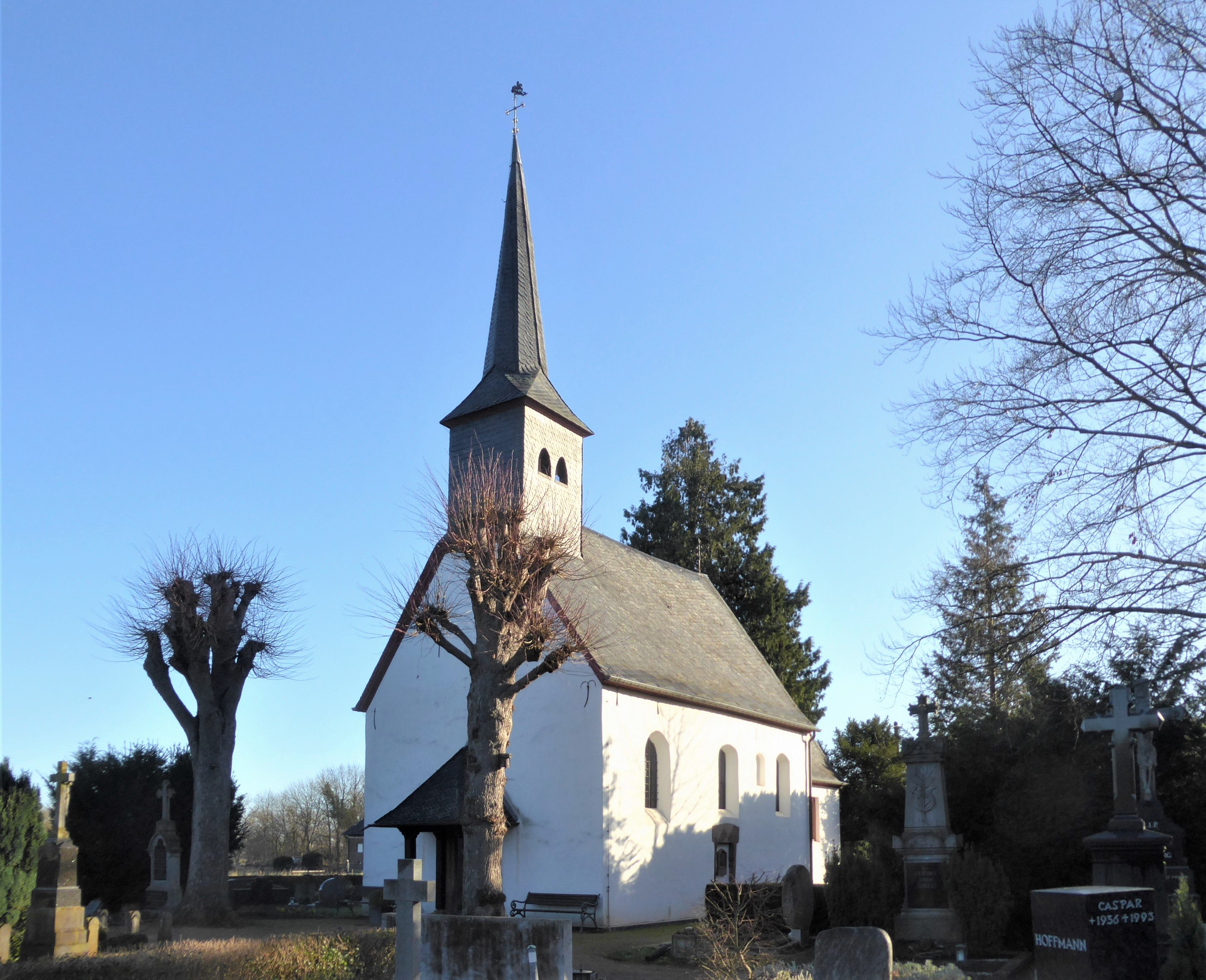
Ansicht von Südwesten

Die römisch-katholische St.-Servatius-Kapelle in der nordwestlichen Vorstadt Lechenichs geht in ihrem Ursprung auf das 12. Jahrhundert zurück und war ehemals Pfarrkirche der Orte Konradsheim und Blessem. Sie dient heute dem Stadtteil Lechenich als Friedhofskapelle.

## Entwicklung

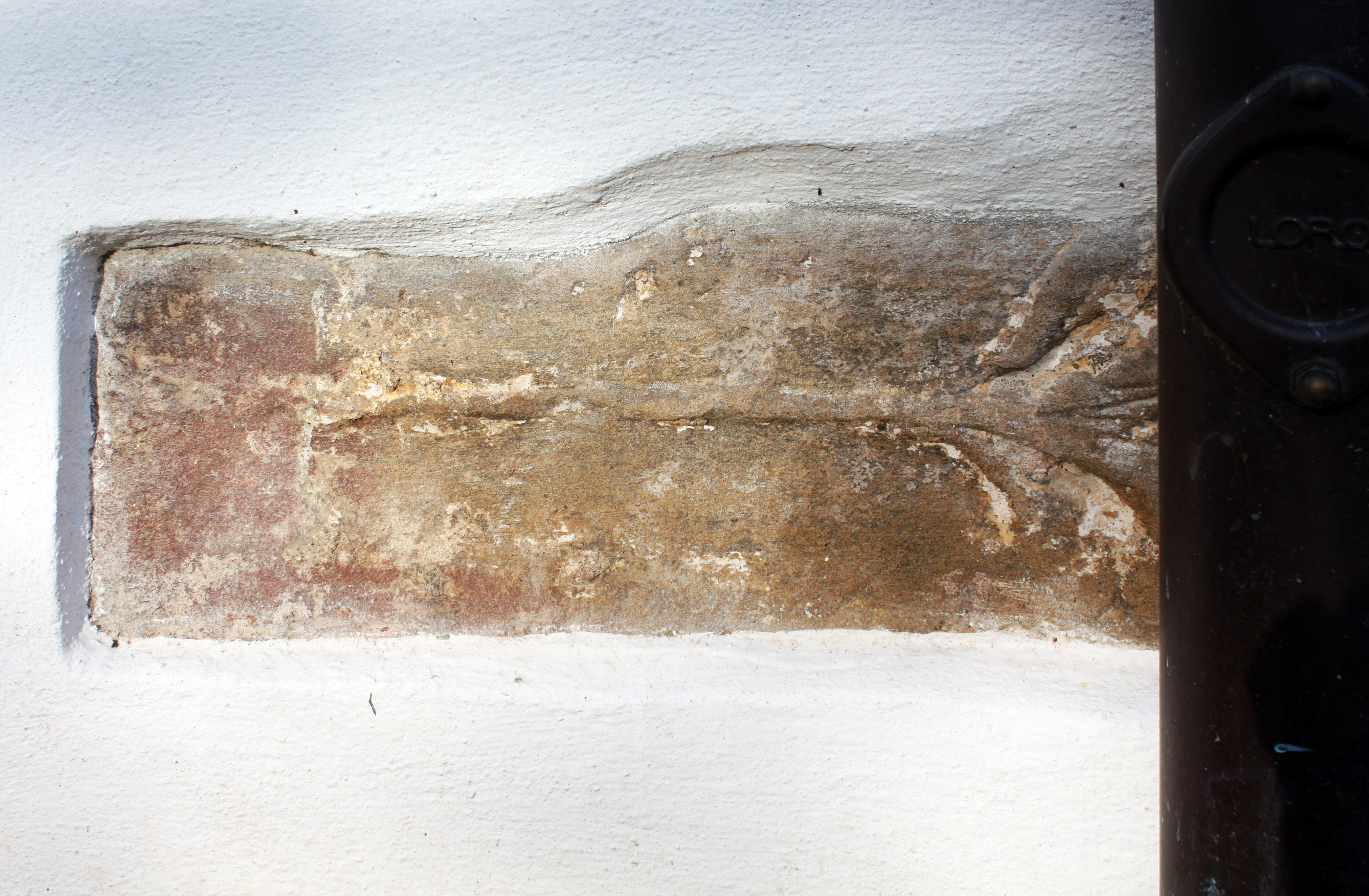
Vermauerter Matronenstein

Die Kapelle St. Servatius in Lechenich-Heddinghoven gehört zu den ältesten Kirchen Erftstadts. Für das Mauerwerk des in das 12. Jahrhundert datierten Bauwerks wurde Material aus heimischem Bruchstein, Kiesel, Tuff- und Sandstein verwandt. Der Unterbau entstammt offenbar aus sehr unterschiedlichen Zeiträumen, da neben jüngeren Baustoffen auch römisches Altmaterial zu finden ist. Auch Teile von Matronensteinen wurden nach entferntem Putz im Mauerwerk sichtbar.

### Patrozinium
Obwohl die Kapelle „St. Servatius und St. Georg“ heißt, hielt die Gemeinde an „St. Servatius“ fest. Vermutlich ist das Servatius-Patrozinium das älteste. Für diese Annahme spricht einmal eine Messstiftung des Ritters Arnold (von Buschfeld), Vogt zu Bornheim und Hofmeister des Erzbischofs, für die Servatiuskapelle Heddinghoven im Jahre 1343 und zum anderen das Vorhandensein der kleinen Servatiusglocke von 1457, die laut Inschrift „Syfart Duysterwalt“ goss.

### Kurzzeitiger Namenswechsel
Die Stiftung betraf vermutlich den Servatiusaltar, denn nach den Angaben der kirchlichen Visitation im Jahre 1698 oblag die Unterhaltspflicht des Servatiusaltares den Herren des Hauses Buschfeld. Der Hauptaltar war damals der St.-Georgs-Altar. In den Visitationsprotokollen von 1662 wurde die Kapelle als „St. Georgs Kapelle“ bezeichnet. Eine Umbenennung könnte in Zusammenhang mit der Restaurierung stehen, die nach der starken Beschädigung der Kapelle bei der Belagerung Lechenichs im Jahre 1642 notwendig geworden war.

### Eingeschränkte Pfarrrechte

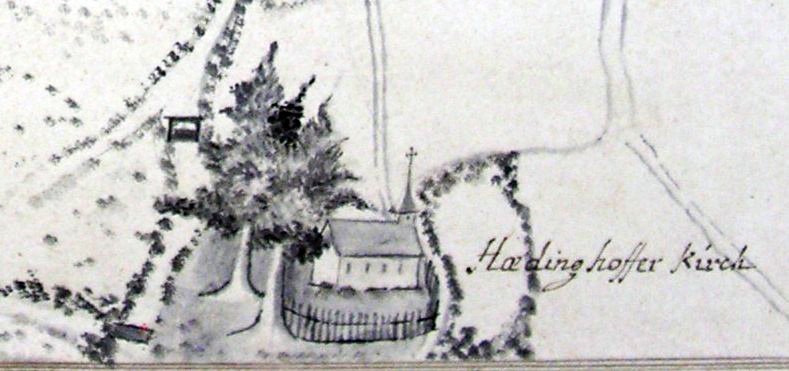
Heddinghoven, Flurkarte um 1752

Jahrhundertelang war die Kapelle Pfarrkirche für Blessem und Konradsheim. Sie wurde von Lechenich aus durch einen Priester betreut, der Offiziant oder Vizekurat genannt wurde. Die Kapelle hatte jedoch nur eingeschränkte Pfarrrechte, sodass das Sakrament der Taufe in Lechenich gespendet wurde. An bestimmten Feiertagen mussten die Pfarrangehörigen am Gottesdienst in der Pfarrkirche St. Kilian in Lechenich teilnehmen.
Die Kapelle war seit Anbeginn eine Filialkirche der Lechenicher Pfarrkirche und mit ihr bis zur Säkularisation 1802 dem Stift St. Aposteln zu Köln inkorporiert.

### 19. und 20. Jahrhundert
Im 19. Jahrhundert war die Kapelle Heddinghoven Rektoratskirche von St. Kilian Lechenich für Konradsheim und Blessem. Ein Vikar oder Rektor betreute die Pfarrgemeinde. Als Patrozinium wurde der Festtag des Heiligen Servatius (13. Mai) mit einem feierlichen Hochamt und anschließender sakramentaler Prozession begangen. Die Konradsheimer Einwohner bemühten sich um die Einrichtung eines eigenen Rektorats und stellten auch ein Pfarrhaus zur Verfügung, welches der letzte Heddinghovener Rektor „Joerissen“ durch den Kauf eines eigenen Hauses ersetzte.
Seit 1869 besuchten die Blessemer Pfarrangehörigen den Gottesdienst in der für sie näher gelegenen Kapelle in Frauenthal, die im Laufe der nächsten Jahrzehnte immer mehr Pfarrrechte erhielt. Die erzbischöfliche Behörde hielt daher ein Rektorat für Konradsheim nicht mehr für notwendig.
Nach dem Tod des Heddinghovener Rektors 1887 wurde die Stelle nicht wieder besetzt. Das leerstehende Pfarrhaus fiel 1929 durch die Schenkung eines Konradsheimer Bürgers, der 1898 das Haus erworben hatte, an die Lechenicher Kirchengemeinde, die es 1942 verkaufte.
Ein 1893 geplanter Abbruch der Kapelle zugunsten eines größeren Ziegelsteinbaus wurde durch die nicht erteilte Zustimmung des Generalvikariats verhindert. Es fand jedoch nach einem von den Architekten Carl Rüdell und Richard Odenthal erstellten Gutachten eine größere Instandsetzung statt.
Die im Jahr 1886 erstellte Expertise des Architektenduos hatte nach einer Besichtigung der Kapelle erhebliche Mängel angeführt. Sie stellte fest, dass die rechtsseitige Chorlangmauer aus zusammengesuchten Werksteinen, Ziegeln und Feldsteinen, zum Teil römischen Ursprungs, total baufällig sei und einzustürzen drohe. Die Chorabschlussmauer, welche zum Teil noch in Lehmfachwerk errichtet sei, müsse erneuert werden.
1892 beschloss der Kirchenvorstand eine Erweiterung der Kapelle in Ziegelstein. Die alten maroden Mauern sollten niedergelegt werden.
Nachdem Konradsheim zur Pfarre Lechenich gehörte, blieben die alten Bindungen zur Kapelle in Heddinghoven bestehen, wie zahlreiche Messstiftungen Konradsheimer Bürger bis zum Ende des Zweiten Weltkrieges belegen. Bis zum Zweiten Weltkrieg fanden in der Kapelle in Heddinghoven die Exequien der Konradsheimer und weitere Gottesdienste für die Konradsheimer statt.
Erneute umfangreiche Restaurierungsarbeiten wurden in den 1960er Jahren durchgeführt. Eine weitere dringend notwendige Sanierung des Bauwerkes verzögerte sich, da die Stadt Erftstadt ihre Eigentumsrechte an der Kapelle festgestellt hatte und die Zuständigkeiten überprüft werden mussten. Die Restaurierung erfolgte zwischen 2001 und 2004, ermöglicht durch die Unterstützung des Fördervereins der Kapelle Heddinghoven und Spenden.

### Heutige Kapelle
Das in den Anfangsjahren des 3. Jahrtausends restaurierte Bauwerk steht innerhalb der Friedhofsanlagen des Stadtteils Lechenich. Es befindet sich am östlichen Rand der Ummauerung in einer gepflegten, parkähnlich gestalteten Umgebung des älteren Friedhofteiles mit altem Baumbestand. In südwestlicher Richtung schließt sich der weitaus größere Teil der neuen Bestattungsflächen der Gemeinde an. Einmal im Jahr findet in der Kapelle ein ökumenischer Gottesdienst für die Konradsheimer Bürger statt.

#### Bauwerk
Die mit Schiefer gedeckte und mit Kalkmörtel verputzte Kapelle hat aufgrund der in ihrer Geschichte mehrfach erfolgten baulichen Änderungen eine stufige äußere Form erhalten. Dem kurzen Schiff folgt ein abgestufter Choranbau, dem sich die später angefügte Gerkammer, nochmals etwas tiefer, nach Norden anfügt. Die jeweiligen Firste der Satteldächer tragen an ihren Enden ein aufgesetztes Kreuz. Das kleine Kirchengebäude gehört zum Typus der romanischen Saalkirchen. Sein Grundriss entspricht einem Längsrechteck mit einer Fläche von etwa 6 × 10 Meter für das Schiff und 4,5 m für den Choranbau.

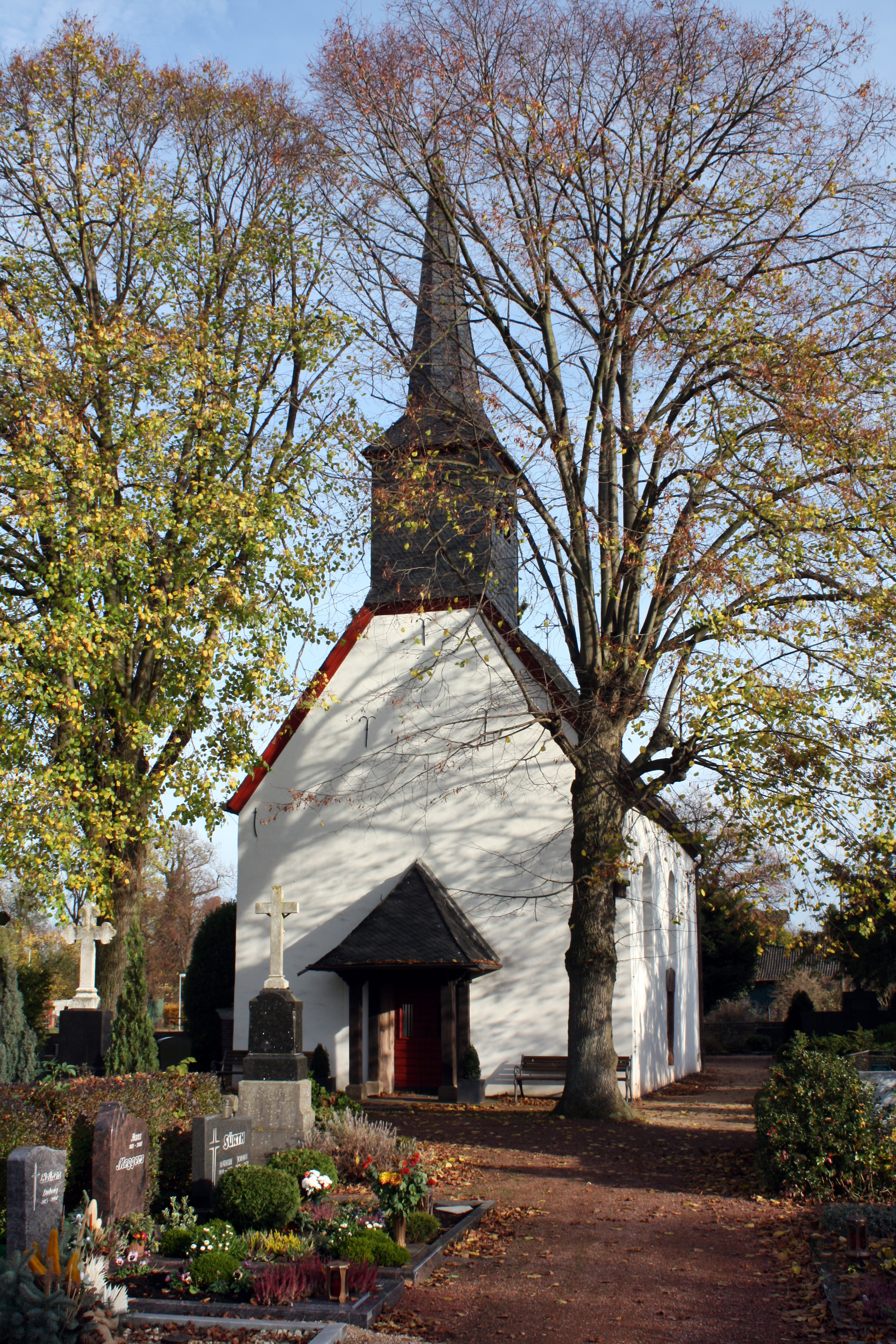
Westseite
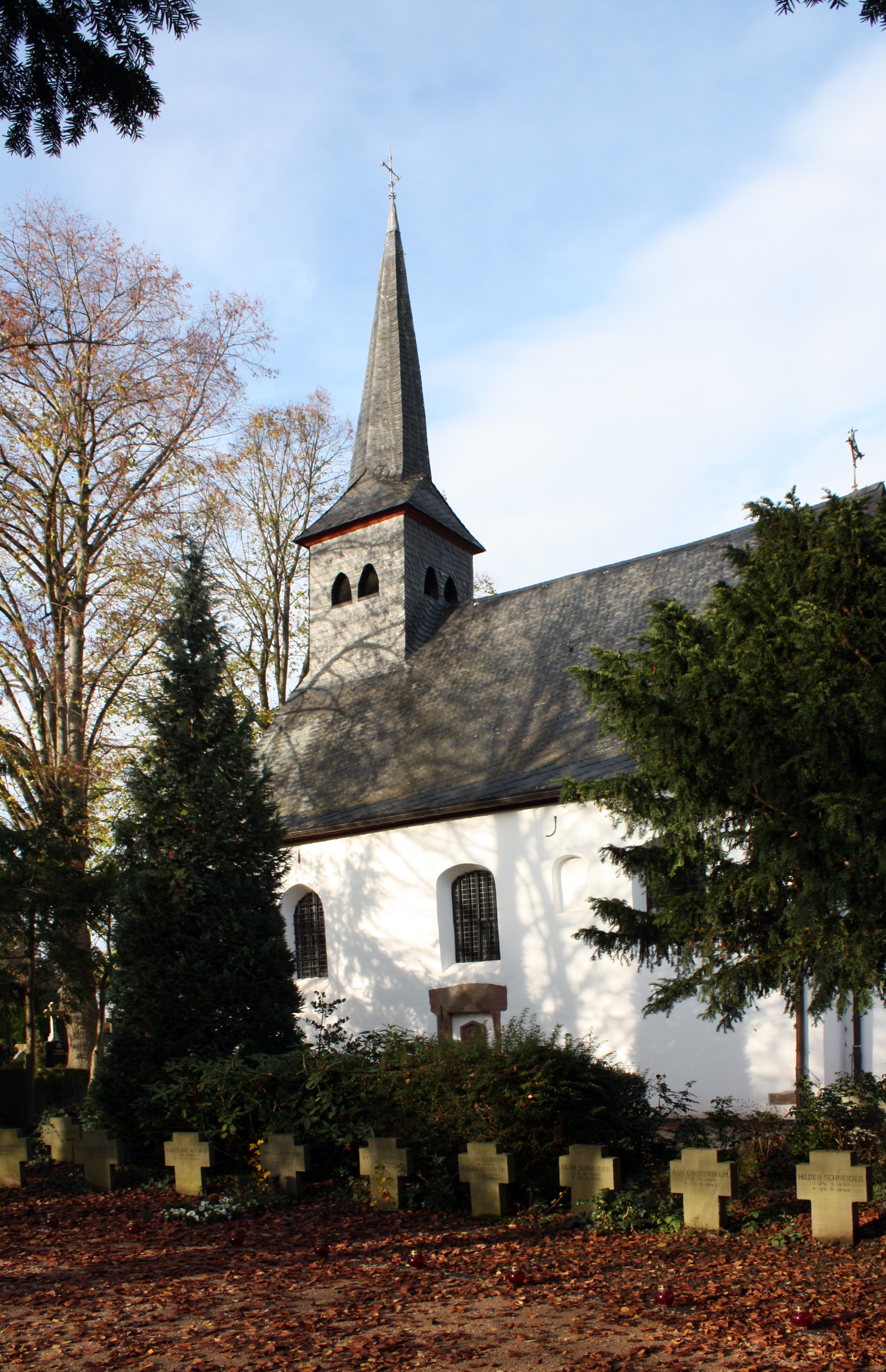
Südansicht
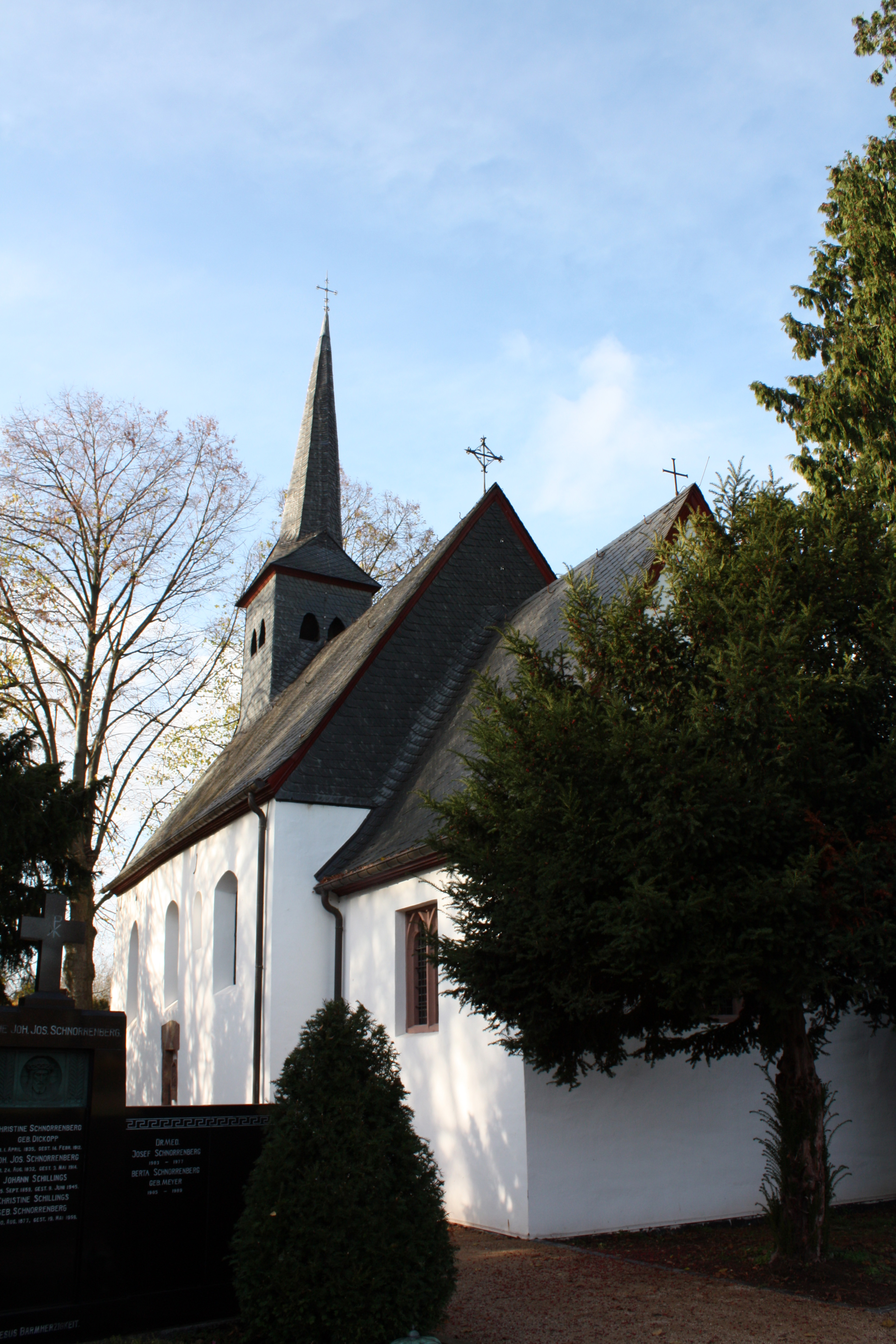
Südostseite
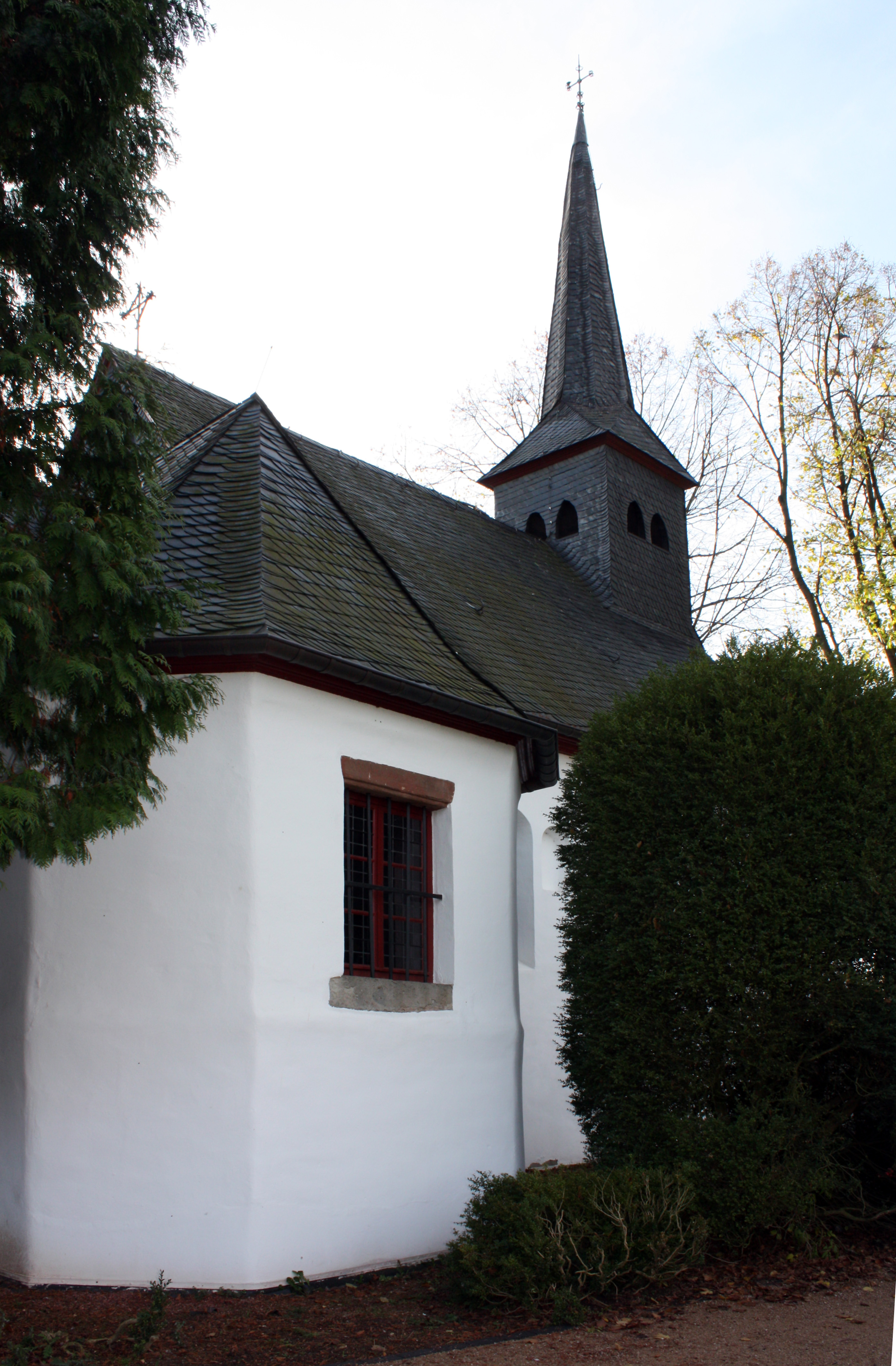
Nordseite, Sakristei

Eine ehemalige Pforte an der Südseite der Kapelle zeigt noch den Giebelsturz mit Pfosten, über dem sich ein romanisches Fenster befindet. Weitere Öffnungen dieser Art an der Nordseite wurden vermauert. In dem ehemaligen Südeingang wurde eine Gedenktafel für den Kaplan Leonard Berg eingemauert, der von 1922 bis 1936 in Lechenich wirkte. Die Nordseite der Kapelle erhielt 1699 eine Sakristei angefügt, ein Sandsteinsturz ihres Fensters wurde mit der Datierung versehen. Die Chorfenster sind in gotischem Maßwerk gestaltet und entstammen dem 14./15. Jahrhundert. Alle übrigen Fenster entstammen jüngerer Zeit und sind mit barocken Rundbogen eingefasst. Der quadratische, mit paarigen Schallöffnungen zu allen Seiten versehene Stumpf des Dachreiters verjüngt sich in einem von einem Kreuz gekrönten spitz aufragenden Turm. In der Glockenstube hängt die dem heiligen Servatius geweihte Glocke, die nach ihrer Inschrift im Jahr 1457 gegossen wurde.

#### Ausstattung
Über das kleine, mittig vorgesetzte, ebenfalls schiefergedeckte Westportal betritt man den Innenraum der Kapelle. Dieser beginnt unter einer auf zwei Säulen ruhenden Empore, durch deren Boden ein Eingangsbereich gebildet wurde. Der Mittelgang des im Jahr 2002 mit schwarzweißen Fliesen ausgelegten Boden führt durch das Langhaus an den Chorbogen. Dieser quadratische Raum birgt den Hauptaltar und ist wie das Langhaus tonnengewölbt. Ein um 1725 in der nördlichen Chorwand aufgebrochener Zugang verband Kirche und Sakristei. Der Türsturz der Sakristeitür trägt die zur Erinnerung die Jahreszahl des Umbaus. Tageslicht spenden eine Anzahl schlicht verglaster Fenster. Es sind teilweise belassene romanische Bogenfenster (einige wurden vermauert, sind aber als Blenden an den Außenwänden sichtbar) sowie schmale und breitere Rechteckfenster, die mit gotischem Maßwerk versehen wurden.

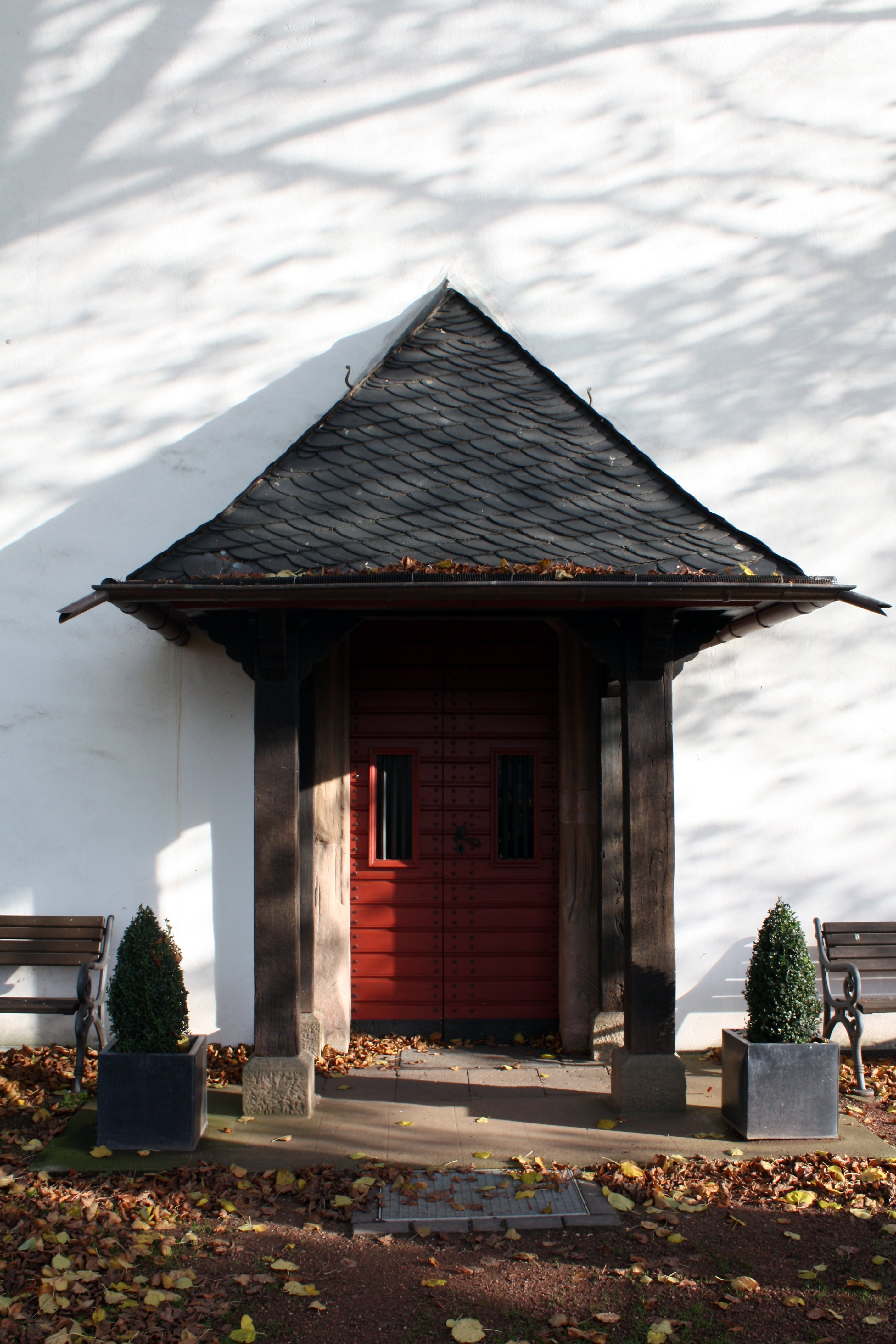
Westportal
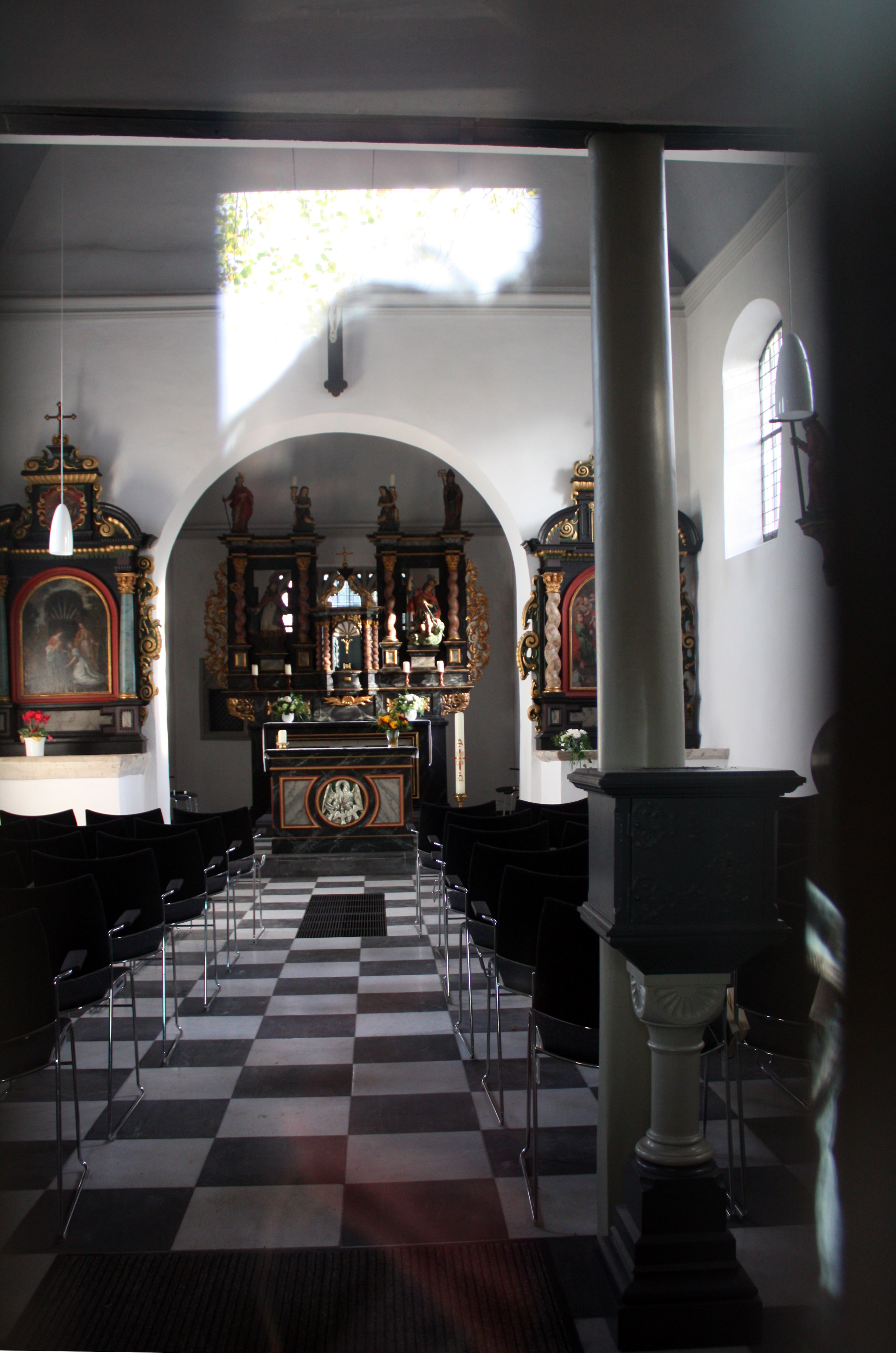
Foto des Inneren durch ein Türfenster
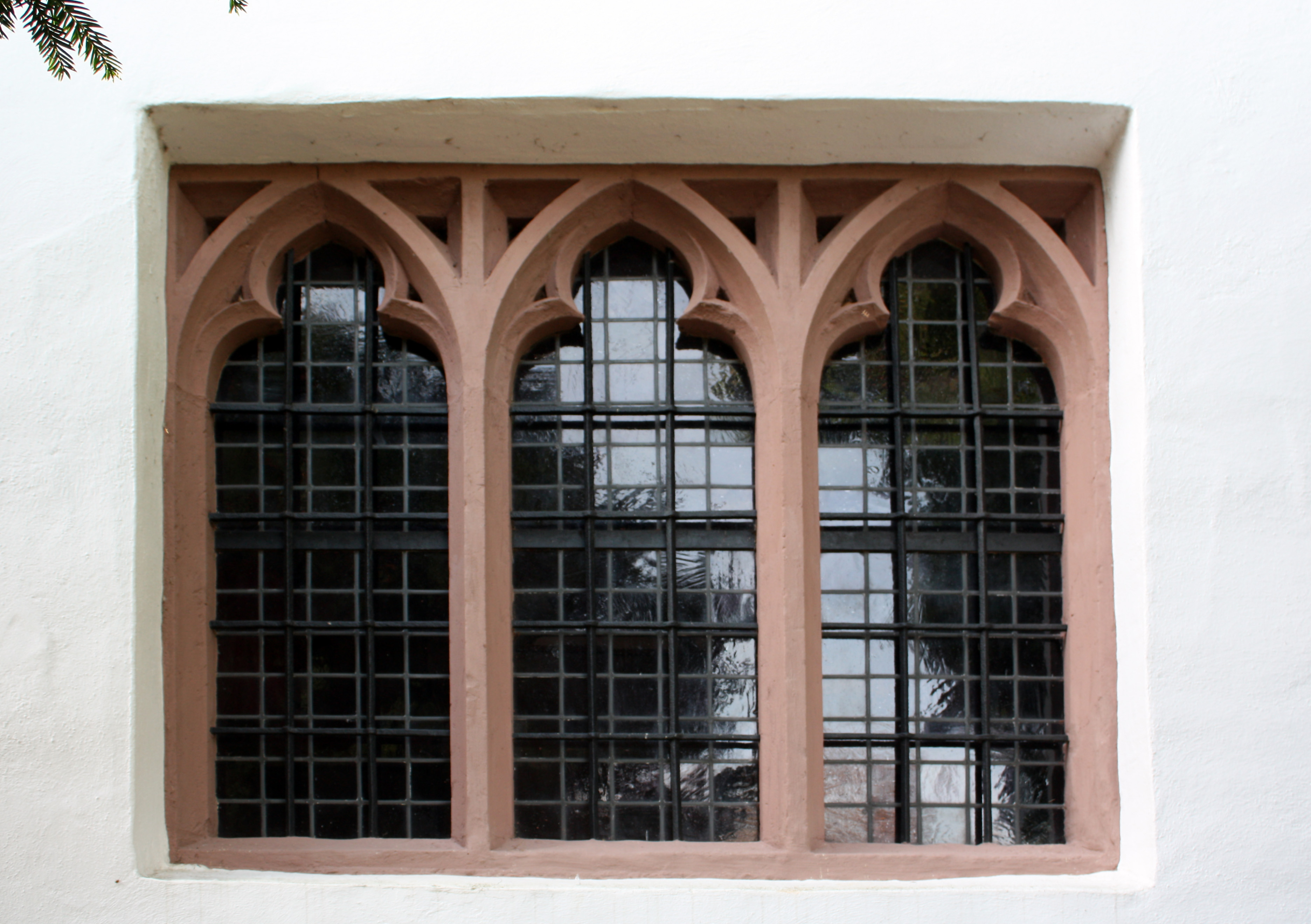
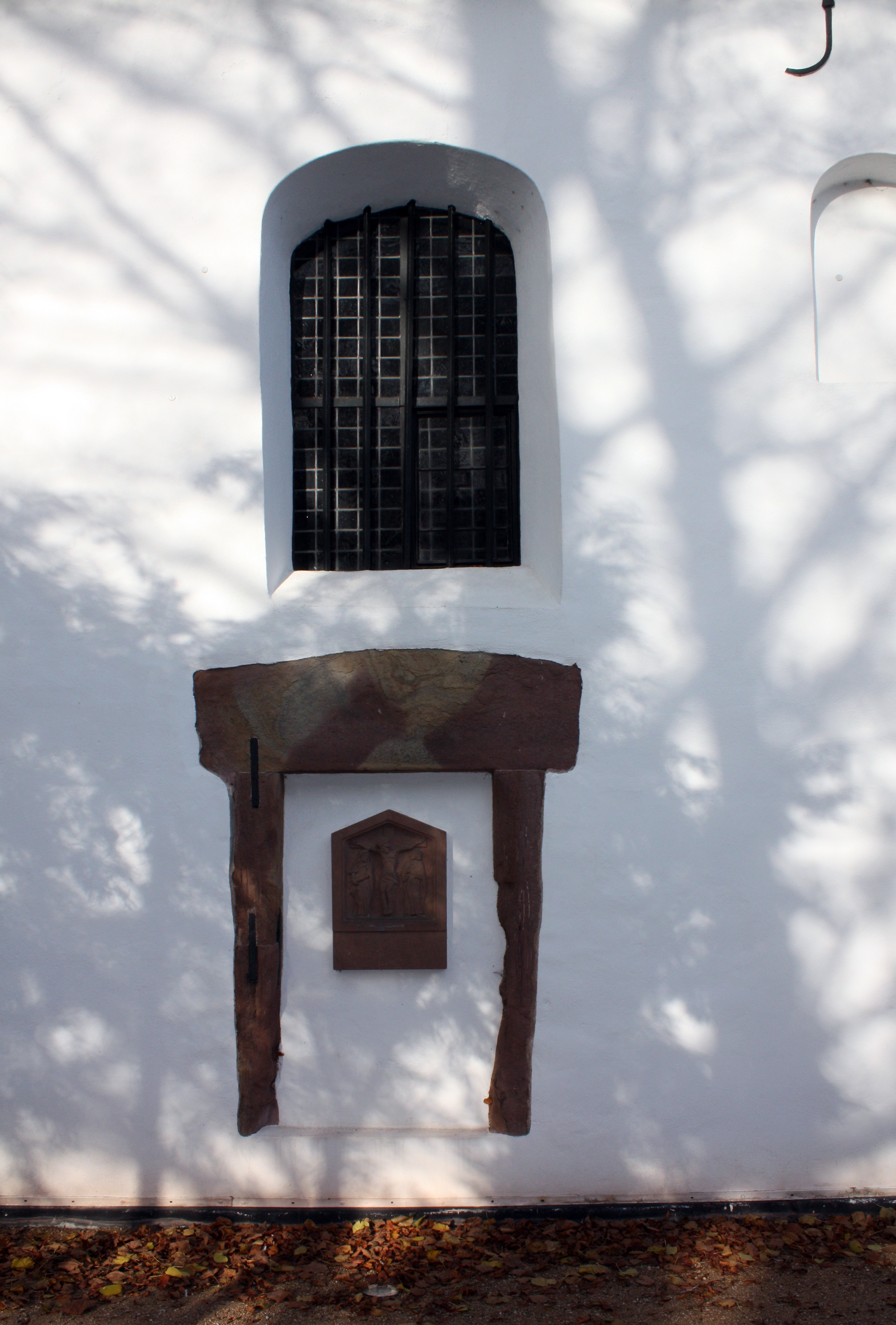
Reste des alten Südeingangs

Die barocken Altäre entstammen der Pfarrkirche in Lechenich. Im Aufbau des Hauptaltars stehen die Figuren des heiligen Servatius und des heiligen Georg, über diesen befinden sich zwei Engel. St. Katharina und die Figur eines heiligen Bischofs, die als Abbild des St. Servatius angesehen wird und in das 16. Jahrhundert datiert wurde, runden das Gesamtbild des Altars ab. Die teilweise restaurierten Gemälde der Seitenaltäre stellen die mystische Verlobung der heiligen Katharina und eine Grablegung Christi dar.
Aus der seit der letzten Restauration mit einer modernen Heizung ausgestatteten Kapelle wurden die alten Kirchenbänke entfernt. Gepaart mit dem neuen Fußboden bietet eine solide, modische neue Bestuhlung nun einen Kontrast zu der übrigen, barocken Ausstattung des mittelalterlichen Bauwerks. Dieses so geschaffene Ambiente nutzt man nun auch bei kulturellen Veranstaltungen.